# Moonrise Kingdom
Vương quốc trăng lên (tiếng Anh: Moonrise Kingdom), phim điện ảnh Mỹ, do Wes Anderson đạo diễn, chiếu mở màn Liên hoan phim Cannes 2012 ngày 16/5, cạnh tranh giải Cành cọ vàng.

## Diễn viên
- Jared Gilman vai Sam Shakusky
- Kara Hayward vai Suzy Bishop
- Bruce Willis vai Captain Sharp
- Edward Norton vai Scout Master Randy Ward
- Bill Murray vai Walt Bishop
- Frances McDormand vai Laura Bishop
- Tilda Swinton vai Social Services
- Jason Schwartzman vai Cousin Ben
- Harvey Keitel vai Commander Pierce
- Bob Balaban vai Narrator

## Liên kết
- Moonrise Kingdom trên Internet Movie Database